# 月林道皎

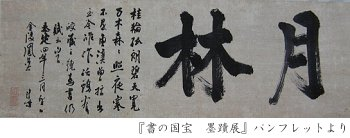
泰定4年（1327年）、古林清茂に与えられた「月林道号」（長福寺蔵、国宝）

月林 道皎（げつりん どうこう/どうきょう、永仁元年（1293年）- 観応2年/正平6年2月25日（1351年3月23日））は、鎌倉時代末期から南北朝時代の臨済宗松源派の僧侶。久我具房の子。諱は始め妙暁、後に道皎。字は月林。号は円明叟・独歩叟・西山暮翁。諡号は普光大幢国師。

## 略歴
始め、越前国の平泉寺に送られて天台宗を学ぶが、後に鎌倉建長寺の高峰顕日の門人となり妙暁の名を与えられ、続いて京都大徳寺の宗峰妙超に学ぶ。後に花園上皇の帰依を受けるが、元亨2年（1322年）に元に渡り、金陵の保寧寺にいた古林清茂の門人となった。古林清茂は彼に「月林」の号を授け、諱を道皎と改めた。後に古林清茂から法嗣に指名され、文宗皇帝からも仏慧智鑑大師の称号を贈られたが、師の古林清茂が没した翌年の元徳2年（1330年）に帰国した。梅津清景の庇護によって天台宗の寺院であった長福寺を与えられ、これを禅寺に改めて開山となった。